# GREATEST HITS (J-WALKのアルバム)
『GREATEST HITS』（グレイテスト・ヒッツ）は、J-WALK2枚目のベストアルバム。 1986年11月25日にBOURBON RECORDSから発売された。

## 概要
1枚目『Jay-Walk』から4枚目『EXIT』の収録楽曲から選曲されたが、アルバム『SENTIMENTAL ROAD』からは9曲中8曲が収録されている。

## 収録曲
（全編曲：J-WALK）

### DISC 1
1. SHAKE DOWN
作詞：YABU、作曲：長島進
ベストアルバム「DISTANCE」収録曲。
2. 俺のV-TWIN
作詞：YABU、作曲：杉田裕
アルバム「SENTIMENTAL ROAD」収録曲。
3. RAB-A-DUM-DUM-DUM
作詞：YABU、作曲：杉田裕
アルバム「SENTIMENTAL ROAD」収録曲。
4. ONCE IN MY LIFE　青い風、遥か
作詞：トシ・スミカワ、作曲：長島進
6枚目のシングル「You're my friend」のB面。
5. WIND'S BLUES　ウィンズ・ブルース吹く街角
作詞：YABU、作曲：田切純一
アルバム「SENTIMENTAL ROAD」収録曲。
6. スケアクロウ
作詞：松井五郎、作曲：知久光康
アルバム「EXIT」収録曲。
7. SENTIMENTAL ROAD
作詞：YABU、作曲：中村耕一
4枚目のシングル。
8. THE LONGEST DAY　沈みゆく夕陽
作詞・作曲：近藤敬三
アルバム「SENTIMENTAL ROAD」収録曲。
9. モーニング・グロウ
作詞：トシ・スミカワ、作曲：長島進
3枚目のシングル。
10. Keikoの消息
作詞：松井五郎、作曲：杉田裕
7枚目のシングル。

### DISC 2
1. ユア・マイフレンド
作詞：YABU、作曲：長島進
アルバム「Jay-Walk'」収録曲。
2. 助演女優
作詞：松井五郎、作曲：長島進
アルバム「EXIT」収録曲。
3. あいつの話
作詞：YABU、作曲：中村耕一
アルバム「SENTIMENTAL ROAD」収録曲。
4. 俺のジャーク・タウン
作詞：YABU、作曲：杉田裕
アルバム「Jay-Walk」収録曲。
5. 野良犬
作詞：トシ・スミカワ、作曲：長島進
4枚目のシングル「センチメンタル・ロード」のB面。
6. ローズマリー
作詞：BILL CRUTCHFIELD、作曲：田切純一
2枚目のシングル「夕陽にグッドバイ…」のB面。
7. 息もできない愛しさで…
作詞：松井五郎、作曲：中村耕一
アルバム「EXIT」収録曲。
8. ウィーク・エンド・ラヴァーズ
作詞：トシ・スミカワ、作曲：知久光康
アルバム「SENTIMENTAL ROAD」収録曲。
9. 星に抱かれて
作詞・作曲：知久光康
アルバム「Jay-Walk'」収録曲。
10. ジャスト・ビコーズ
作詞：YABU、作曲：杉田裕
1枚目のシングル。シングルバージョンとはアレンジが異なる。